# Hexenverfolgung in Geseke
Die Hexenverfolgung in Geseke in Nordrhein-Westfalen erstreckte sich über die Jahre 1604 bis 1712. In drei Prozessketten von 1618/19, 1670/71 und 1691 kam es zu insgesamt 54 Anklagen. 32 Personen wurden hingerichtet (14 Frauen, 16 Männer und Kinder). Drei Personen verstarben während des Prozesses, der Ausgang von neun Verfahren ist unklar. Die Ereignisse in Geseke waren Teil der Hexenverfolgung im Herzogtum Westfalen.

## Geschichte

### 1618/19
Nur über die Prozesse 1618/19 sind Verfahrensakten erhalten. Nachdem die Bewohner des Ortes mehrfach unter Feuersbrunst und Ernteschäden gelitten hatten, begann 1618 eine erste Prozesswelle mit dem Verfahren gegen die Landstreicherin Adelheit Runte (genannt Dockes). Sie war aufgrund des Verdachts der Brandstiftung festgenommen worden. Im Prozess bezichtigte sie sechs weitere Frauen der Zauberei, darunter auch angesehene Frauen. Der Richter Hermann Mattenkloidt und der städtische Rat zögerten, gegen diese Beschuldigten vorzugehen. Als am 13. Juni 1618 das Urteil gegen Adelheit Runte verlesen wurde, entstanden öffentliche Tumulte. Die Bürger befürchteten, der Richter und der Rat der Stadt wollten Angehörige der Oberschicht schützen. Die Einwohner forderten in einer erregten Demonstration die Verhaftung, Folter und Hinrichtung aller als Hexen besagten Frauen. Die Erregung unter den Bürgern wurde so groß, dass der Bürgermeister und der Rat am 28. Juni 1618 vor der Hinrichtung von Adelheit Runte sechs weitere Frauen festnehmen ließen, darunter Margarethe Deitlef (genannt Schomacher). Zur Unterbringung der Gefangenen in Einzelhaft dienten die Türme und Torhäuser der Stadtbefestigung. Je zwei Wächter waren abgestellt, die ihre Gefangenen auch verpflegen mussten. Zur Regelung der Kosten von etwa neun Groschen pro Tag fertigten Richter und Schöffen in den Häusern der Gefangenen eine Vermögensaufstellung an.
Die Wirtin Margarethe, Witwe des Peter Deitlef, war schon viele Jahre vor den Ereignissen ins Gerede gekommen. Ihr wurde vorgeworfen, sie hätte den Pferden einer anderen Familie die Wurmkrankheit angehext. Vorgeworfen wurde ihr auch ein Giftmordversuch mit Bier gegen ihren eigenen (verheirateten) Sohn.
Ein Ende der Prozesswelle wurde erst herbeigeführt, als mit Barbara Hesse ein Mitglied einer der angesehensten Familien der Stadt in die Verfolgung hineingezogen wurde. Es wird berichtet, dass die beiden Pfarrer der Stadt großen Einfluss auf den Prozessverlauf nahmen und täglich in ihrer Predigt die Leute aufhetzten. Die Untersuchung werde so lässig geführt, weil angesehene Personen darin verwickelt seien.

### 1670 und 1691
1670 und 1691 wurden in Geseke mindestens 19 Personen hingerichtet.
1669 und 1670 brachen zahlreiche Stadtbrände und eine Ruhrepidemie aus, denen insgesamt 300 Menschen zum Opfer fielen. Daraufhin entbrannte eine Hexenverfolgungswelle, die der Vikar der Stadtkirche Gottfried Taxis beschrieben hat.
Die letzte belegbare Prozesskette fand 1691 statt, nachdem es innerhalb von 14 Tagen zu vier Brandstiftungen gekommen war. 15 Personen wurden festgenommen, denen neben der Planung der Brandstiftung das Hexereidelikt vorgeworfen wurde. Die meisten Angeklagten wurden auf die Leiter gebunden, gedämpft (also betäubt und erstickt) und mit der Leiter auf das Feuer geworfen. Das letzte nachweisbare Todesurteil wurde 1708 gesprochen.

## Erinnerung

Hexenskulptur am Brunnen auf dem Marktplatz in Geseke

1989 wurde durch das Engagement des Brunnenvereins Geseke e.V. auf dem Marktplatz der Stadt ein Brunnen initiiert, der später durch die Stadt Geseke und die Sparkasse Geseke mit einem Bronzebogen verschönert wurde. Dieser vom Künstler Werner Klenk geschaffene Bogen erinnert an verschiedene Episoden der Stadtgeschichte. Etwas verborgen zeigt er eine Hexe auf einem Scheiterhaufen. In dem erklärenden Text der Brunnenbroschüre wird dabei auf die Bezeichnung der Stadt Geseke als Hexengeseke Bezug genommen. Der Name „rührt aber wahrscheinlich daher, weil man glaubte, die bösen Geister würden sich tagsüber in den zahlreichen Quellen der Stadt und Feldflur verstecken.“